# The Dark Saga

The Dark Saga est le quatrième album studio de Iced Earth sorti en 1996.

## Liste des titres
1. Dark Saga
2. I Died for You
3. Violate
4. The Hunter
5. The Last Laugh
6. Depths of Hell
7. Vengeance Is Mine
8. Scarred
9. Slave To the Dark
10. A Question of Heaven